# Vallanzengo
Vallanzengo (piemontiul: Valansengh) település Olaszországban, Piemont régióban, Biella megyében. Lakosainak száma 203 fő (2023. január 1.). Vallanzengo Bioglio, Callabiana, Camandona, Valdilana, Piatto, Quaregna Cerreto és Valle San Nicolao községekkel határos.

## Népesség
A település lakossága az elmúlt években az alábbi módon változott:
| Lakosok száma | 220  | 220  | 203  |
|               | 2017 | 2018 | 2023 |